# Epitaph für Jörg Hoffmann und seine Frau

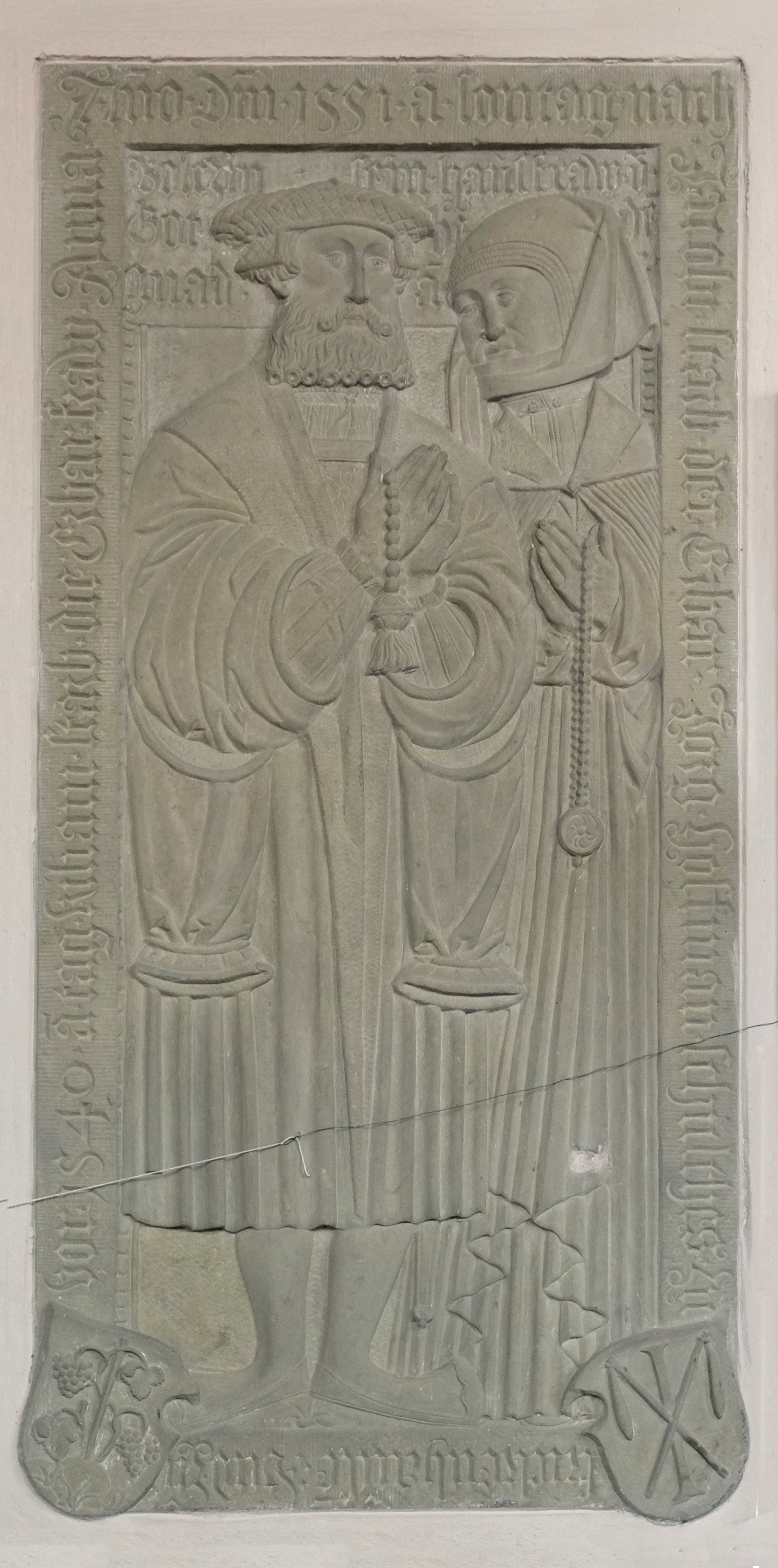
Epitaph für Jörg Hoffmann und seine Frau in Frickenhausen am Main

Das Epitaph für Jörg Hoffmann und seine Frau in der katholischen Pfarrkirche St. Gallus in Frickenhausen am Main, einer Marktgemeinde im unterfränkischen Landkreis Würzburg in Bayern, wurde um 1551 geschaffen. Das Epitaph ist als Teil der Kirchenausstattung ein geschütztes Baudenkmal.
Das 1,65 Meter hohe Epitaph aus Sandstein für Jörg Hoffmann († 1551), Schultheiß von Frickenhausen, und seine Frau Anna Bolzin († 1540) zeigt als Relief die beiden Verstorbenen in der damaligen Bekleidung reicher Bürger. An den unteren Ecken sind Wappen zu sehen.

Die Umschrift lautet: 

„Ano dni 1551 a sontag nach Jacobi starb der Erbar Jörg Hoffmann schulthes zu Frickenhause vnd vor 1540 a tag kiliani starb die Erbar fraw Anna bolczin sein hausfraw d got bede gnad a.“